# Liedekerkebos
Liedekerkebos är en skog i Belgien.   Den ligger i regionen Flandern, i den centrala delen av landet, 17 km väster om huvudstaden Bryssel.
Omgivningarna runt Liedekerkebos är en mosaik av jordbruksmark och naturlig växtlighet. Runt Liedekerkebos är det tätbefolkat, med 511 invånare per kvadratkilometer.